# Viola tanaitica
Viola tanaitica är en violväxtart som beskrevs av Grosset. Viola tanaitica ingår i släktet violer, och familjen violväxter. Inga underarter finns listade i Catalogue of Life.